# Milvago
A Milvago a madarak osztályának sólyomalakúak (Falconiformes) rendjébe és a sólyomfélék (Falconidae) családjába tartozó nem.

## Rendszerezésük
A nemet Johann Baptist von Spix írta le 1824-ben, az alábbi egy vagy két faj tartozik ide:
- pásztorkarakara (Milvago chimachima)
- füstös karakara (Milvago chimango[2] vagy Phalcoboenus chimango)[1]

## Előfordulásuk
Dél-Amerika területén honosak. Természetes élőhelyeik a szubtrópusi és trópusi füves puszták, szavannák és cserjések.

## Megjelenése
Testhossza 32–45 centiméter közötti.

## Életmódjuk
Mindenevők, dögöt, rovarokat és kisebb gerinceseket is fogyasztanak.